# Affaire Saint Boy

Pictogramme de l'épreuve de saut d'obstacles du pentathlon moderne aux Jeux olympiques.

Vous lisez un « bon article » labellisé en 2024.
L'affaire Saint Boy commence le vendredi 6 août 2021, lorsque le cheval Saint Boy refuse de sauter pendant l'épreuve féminine d'équitation du pentathlon moderne aux Jeux olympiques d'été de 2020, à Tokyo. Ce cheval, tiré au sort pour l'épreuve de saut d'obstacles de la pentathlonienne allemande en tête du classement, Annika Schleu, est longuement cravaché et éperonné par sa cavalière sur les conseils de son entraîneuse Kim Raisner, qui le frappe du poing. Il entame néanmoins son parcours, puis heurte un obstacle et refuse de continuer.
Les images d'Annika Schleu en larmes sur ce cheval font le tour du monde et suscitent des réactions très variées dans la presse et sur les réseaux sociaux, qui vont de l'empathie pour la pentathlonienne et qui accusent le cheval d'être « une carne », jusqu'à l'empathie pour Saint Boy, la cavalière et son entraîneuse étant accusées de maltraitance, voire de cruauté envers l'animal. Le lendemain de l'épreuve, Kim Raisner est disqualifiée jusqu'à la fin des jeux en raison du coup qu'elle a porté à Saint Boy. Des associations de protection animale demandent l'interdiction de l'équitation en pentathlon, voire l'interdiction totale des épreuves d'équitation aux Jeux olympiques.
Cette affaire pousse l'Union internationale de pentathlon moderne (UIPM) à modifier l'épreuve d'équitation : la hauteur des obstacles à franchir et la longueur du parcours sont réduites. L'UIPM annonce ensuite le retrait de l'équitation des épreuves de pentathlon moderne après les Jeux olympiques d'été de 2024. Annika Schleu et Kim Raisner sont acquittées des accusations de maltraitance animale début 2022.

## Parcours d'Annika Schleu avec Saint Boy

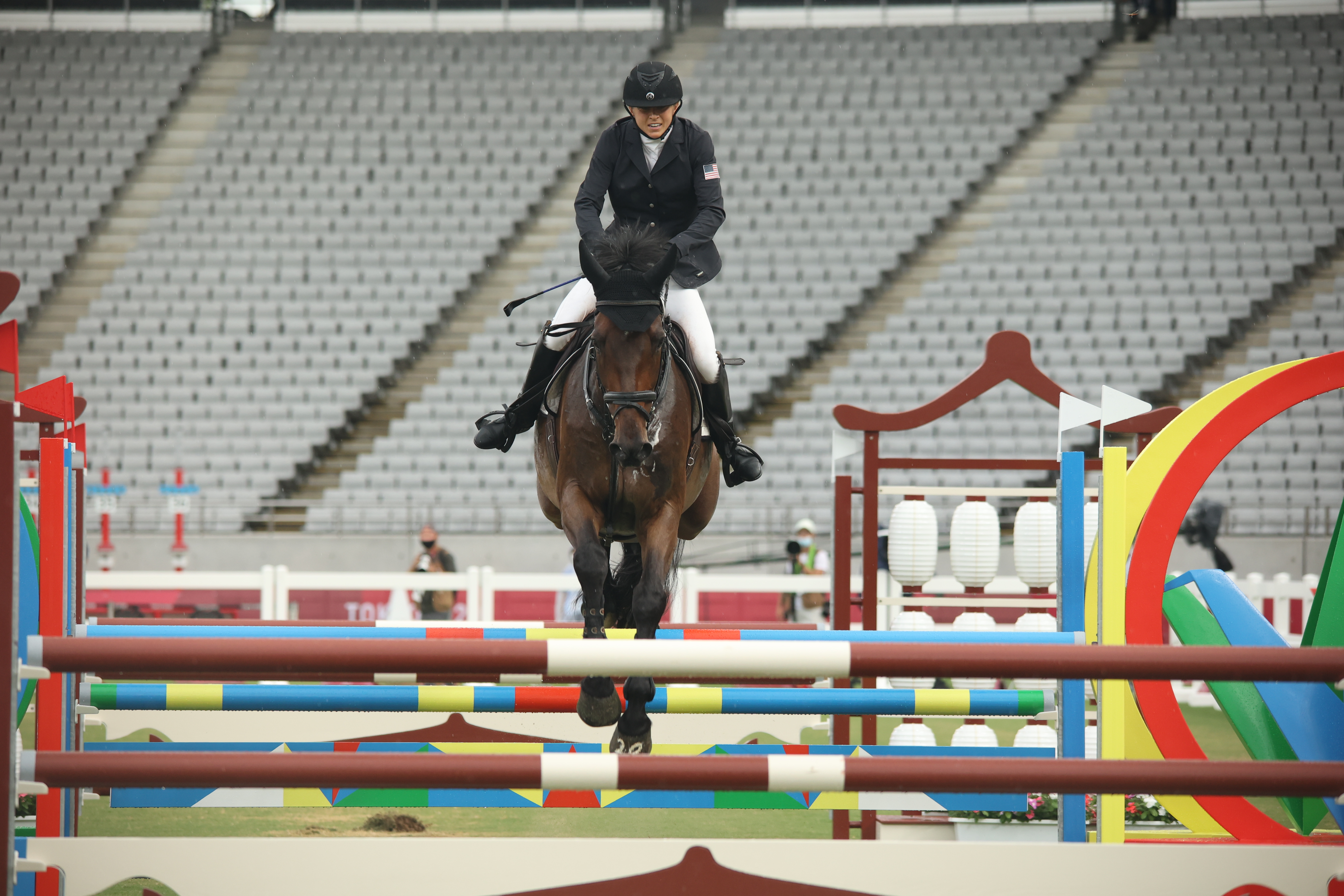
Parcours d'équitation de l'épreuve féminine de pentathlon des Jeux olympiques d'été de 2020, ici par la pentathlonienne américaine Samantha Schultz.

Les épreuves olympiques du pentathlon moderne comportent une épreuve d'équitation, qui implique pour les pentathloniens de monter un cheval non-familier et tiré au sort, puis de franchir avec lui un parcours d'obstacles,. Le couple cavalier-cheval ne dispose que du temps d'un court échauffement pour faire connaissance avant de franchir ce parcours d'obstacles hauts d'1,20 m,.
Lors de l'épreuve féminine d'équitation du pentathlon moderne aux Jeux olympiques d'été de 2020, qui se déroule le vendredi 6 août 2021, la pentathlonienne Annika Schleu, alors première au classement provisoire après ses épreuves d'escrime et de natation, tire au sort le cheval Saint Boy, mis à disposition par un propriétaire japonais comme tous les autres chevaux de pentathlon,. D'après ses données de profil officielles, Saint Boy est un cheval hongre de robe baie, né en 2006. Tous les chevaux utilisés pour le pentathlon moderne dans le stade de Tokyo sont au préalable testés sur le parcours de saut d'obstacles qu'ils devront franchir pendant l'épreuve ; d'après le concepteur du parcours Olaf Petersen, Saint Boy n'a alors rencontré aucun problème particulier. Cependant, le professeur en sciences du sport Jörg Krieger (université d'Aarhus) note que Saint Boy tend à prendre son appel très près des obstacles avec d'autres cavaliers, ce qui illustre leur manque d'expérience pour demander le saut au cheval.

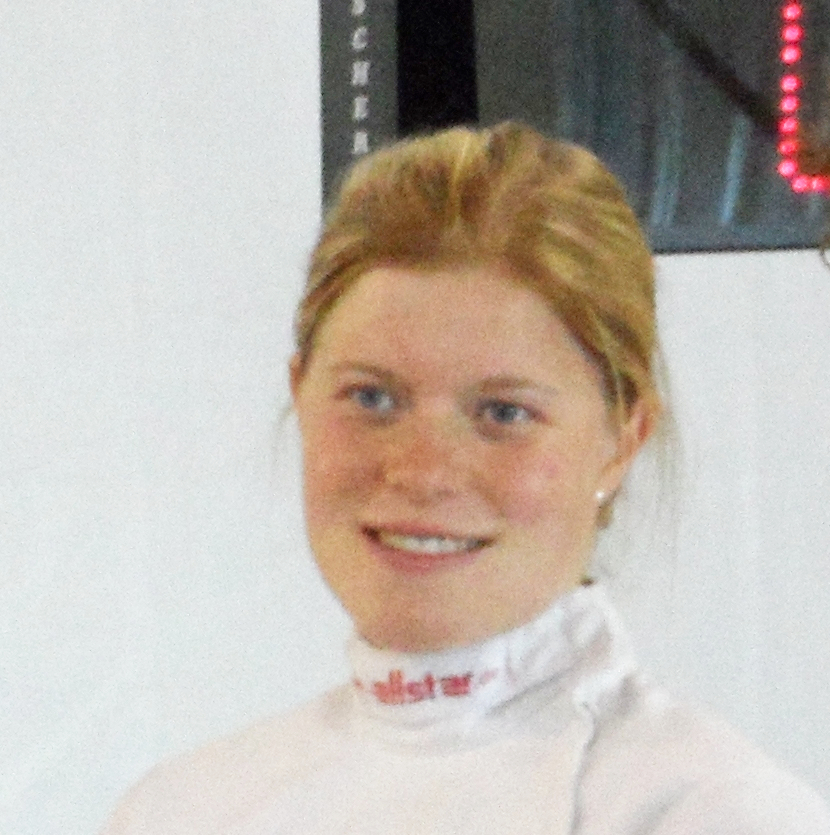
Annika Schleu, la pentathonienne première au classement qui s'est vu attribuer Saint Boy.

Comme le veut le règlement, Annika Schleu dispose de vingt minutes pour faire connaissance avec ce cheval (dix sur le plat et dix à l'obstacle).
Le couple cavalière-cheval échoue à communiquer, Saint Boy ruant et refusant de partir au trot. Annika Schleu ne fait appel à aucun geste d'apaisement (tels qu'un contact tactile sur l'encolure ou le garrot) et apparaît au contraire fermée à la communication avec sa monture, puis en colère. Voyant que sa pentathlonienne, en larmes, ne parvient pas à se faire obéir de sa monture, l'entraîneuse Kim Raisner frappe le hongre avec son poing et encourage Annika Schleu à faire usage de la force, tandis que Saint Boy refuse toujours de commencer son parcours,. Sur la base de l'enregistrement vidéo, Raisner a en effet conseillé à Annika Schleu de « bien frapper » / « frapper plus fort » son cheval,,. Cette dernière, visiblement exaspérée, fond en larmes, enfonce ses éperons à plusieurs reprises dans les flancs du cheval et le frappe aussi plusieurs fois avec sa cravache,.
Saint Boy commence finalement le parcours mais ne franchit que quatre obstacles avant d'en heurter un, puis refuse de continuer, ce qui relègue Annika Schleu à la 31e place du classement,. Elle apparaît en larmes devant les caméras, ses émotions d'angoisse, de désespoir et d'impuissance étant très visibles.
Annika Schleu décrit cette épreuve comme un « cauchemar », la situation étant rendue d'autant plus complexe avec les nombreuses modifications dans l'organisation des épreuves sportives liées à la pandémie de Covid-19. Lors d'interviews pour la télévision et la presse, elle évoque son impuissance face à cette situation et déclare dans Zeit Online qu'il s'agissait d'une « situation difficile et sans issue pour le cheval et pour [elle] ». Elle reconnaît dans d'autres médias avoir commis des erreurs, notamment de ne pas avoir réagi plus calmement.

## Réactions

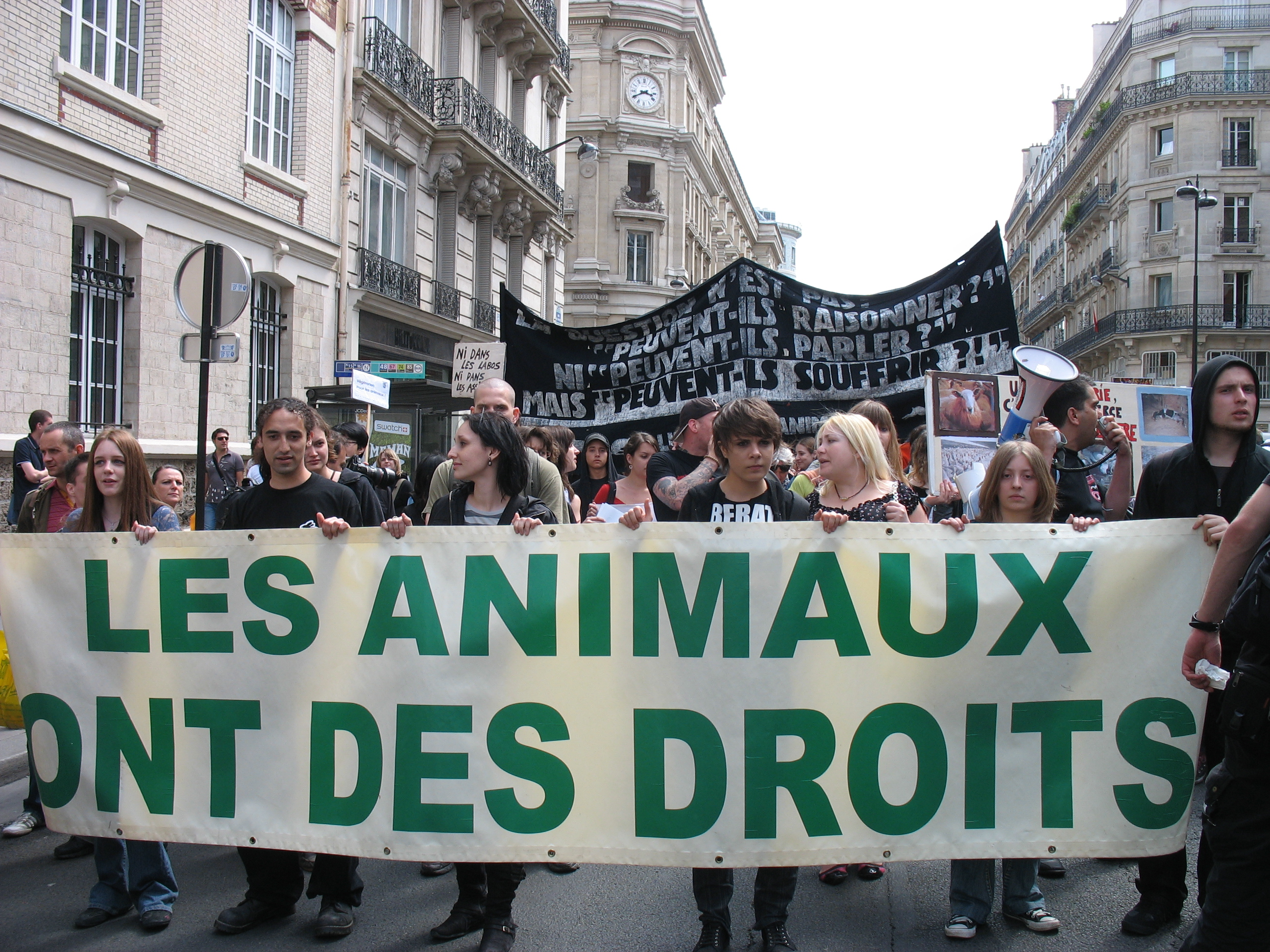
Manifestation d'activistes pour les droits des animaux, ici à la Veggie Pride de 2008 à Paris.

Cette séquence est vue par des millions de spectateurs à travers le monde, et soulève une large indignation publique, tant de la part d'activistes des droits des animaux, que de spectateurs des épreuves olympiques. Annika Schleu la vit comme un échec personnel absolu.
Plusieurs pétitions en ligne sont lancées pour demander l'interdiction de l'épreuve d'équitation en pentathlon, voire l'interdiction totale de toute épreuve d'équitation aux Jeux olympiques. L'une d'elles, lancée par l'Allemande Kristen Gerhardt, a recueilli plus de 140 000 signatures à la date du 17 août, d'après Le Figaro.

### Sur les réseaux sociaux
Ce parcours équestre suscite des réactions initiales variées, visibles dans un premier temps sur les réseaux sociaux, probablement en réaction aux propos du commentateur sportif allemand de cette épreuve d'équitation, qui a immédiatement exprimé sa sympathie et son soutien à l'athlète et à l'équipe allemande, qui ont vu leurs chances de médaille d'or leur échapper.
Annika Schleu subit une vague de haine sur son profil Instagram. Elle est considérée comme responsable de sa situation par bon nombre de commentateurs. Les commentaires sur les réseaux sociaux se focalisent principalement sur la transgression du respect de l'animal par l'athlète et sa coach, d'autre part sur une demande de réforme de cette épreuve d'équitation, enfin sur une demande de sanctions contre Annika Schleu et Kim Raisner. Les demandes de réforme des épreuves d'équitation olympiques rencontrent une forte résonance, qui explique vraisemblablement la pression subie par l'Union internationale de pentathlon moderne (UIPM), ce qui donnera lieu ultérieurement à la réforme effective de ces épreuves.

### Dans les médias généralistes
L'analyse des articles de presse parus juste après l'épreuve montre une préoccupation importante pour la question de la performance sportive, « au détriment de la question de la maltraitance et du bien-être animal », via l'utilisation d'expressions dépréciatives et anthropomorphiques envers Saint Boy dans les titres et les formules de ces articles, telles que « rétif », « rebelle », « cheval fou », « bourrin indomptable », et « trahison » envers la cavalière.
Des préoccupations quant au bien-être animal apparaissent certes au sein des articles de presse analysés après le dépôt d'une plainte pour maltraitance, mais elles restent très minoritaires. La maître de conférences en sciences de l'information et de la communication Eloria Vigouroux-Zugasti relève une « forte distanciation cognitive entre l’élément “cheval” et l’élément “animal” » dans ces articles de presse, ce qu'elle interprète comme une manière d'interroger « la nature vivante et sensible de Saint Boy ». Elle ajoute que « l’approche principalement sportive des journalistes tend ainsi à oblitérer la nature de l’équidé, pour le réduire à un élément quelconque ayant joué sur la victoire de la cavalière ».

#### Commentateurs sportifs
D'après la journaliste Laure Dasinières (Slate), les commentateurs sportifs qui ont assisté à la scène ont « rejeté toute la responsabilité de cet échec sur le cheval, le traitant ici de « carne » ou usant là d'un champ lexical l'assimilant davantage à une machine qu'à un être sentient ».

#### Éditorialiste
Le 18 août, le journaliste du Guardian Beau Dure suggère de remplacer l'épreuve d'équitation du pentathlon moderne par une épreuve d'escalade, arguant que le pentathlon moderne a été créé sur la base des compétences sportives nécessaires à un officier de cavalerie de la fin du XIXe siècle et que l'équitation, en plus de se dérouler dans des conditions « cruelles », n'est plus appropriée à la réalité des compétences sportives nécessaires aux soldats modernes.

### De l'Union internationale de pentathlon moderne (UIPM)
Cet incident sportif met l'Union internationale de pentathlon moderne (UIPM) sous le feu des critiques, dans un contexte où des athlètes, des médias, et le Comité international olympique, lui avaient déjà demandé auparavant de moderniser ce sport. Le lendemain du parcours, l'UIPM exclut l'entraîneuse Kim Raisner jusqu'à la fin des JO de Tokyo, en raison du coup qu'elle a porté à Saint Boy. Le règlement de l'épreuve de pentathlon interdit en effet qu'une autre personne que l'athlète touche le cheval.
Le président de l'UIPM, Klaus Schormann, déclare que les chevaux de l'épreuve équestre de pentathlon sont d'excellente qualité et que les athlètes ne peuvent s'en prendre qu'à eux-mêmes en cas de piètres performances. Face au tollé mondial provoqué par la diffusion des vidéos de l'épreuve, l'UIPM publie le 12 août un communiqué rassurant au sujet de l'avenir de l'équitation dans ce sport et de l'état de santé de Saint Boy. Ce communiqué donne des nouvelles du cheval (de retour dans son écurie, Minakuchi, dans la préfecture de Shiga), et le décrit comme « en bonne santé », quoique « fatigué par la compétition »,.

### De professionnels du monde équestre
La Fédération équestre allemande commente l'épreuve de pentathlon moderne d'un point de vue critique, en soulignant que l'équitation repose sur un partenariat entre cavaliers et montures, et qu'il n'est pas possible de considérer un cheval comme un simple équipement sportif,. La rédactrice en chef du magazine d'équitation allemand St. Georg, Gabriele Pochhammer, rejoint cet avis en soulignant qu'« en pentathlon, les chevaux sont ce qu'ils ne devraient jamais être : des équipements sportifs comme la carabine au tir et la rapière à l'escrime. Ils ne le méritent pas, ça blesse leur dignité. Par conséquent, l'équitation devrait disparaître le plus rapidement possible du pentathlon moderne ». Elle décrit son effroi devant « les images d'un entraîneur national demandant à son athlète de tabasser son cheval », ajoutant que « comme lors des jeux précédents, le niveau d'équitation en pentathlon moderne était très mitigé, parfois mauvais ».
Pour l'équipe de Cheval Magazine, « les images sont presque choquantes et s'apparentent à de la maltraitance ». La journaliste de L'Éperon Émilie Dupont propose l'allongement du temps de préparation entre cavaliers et montures et la suppression du tirage au sort afin de rendre l'épreuve d'équitation plus éthique.

### D'associations de protection animale
Le 10 août, l'association People for the Ethical Treatment of Animals (PETA) Allemagne demande au Comité international olympique (CIO) de bannir des Jeux Olympiques toutes les épreuves d'équitation, arguant non seulement de l'affaire Saint Boy, mais aussi de l'euthanasie de Jet Set et du saignement de nez de Kilkenny,. Peter Höffken, expert de PETA en Allemagne, accuse Annika Schleu d'avoir torturé son cheval. Kim Raisner déclare de son côté au SID (filiale de l’AFP) qu'Annika Schleu n'a « pas torturé le cheval, d’aucune façon ».
Le 13 août, l'association allemande Deutscher Tierschutzbund fait savoir dans un communiqué qu'elle a déposé une plainte au pénal contre Annika Schleu, pour cruauté envers les animaux. Une plainte de la même association vise la coach Kim Raisner, pour complicité de cruauté envers les animaux. Thomas Schröder, président de Deutscher Tierschutzbund, explique cette plainte par le fait que « Bien sûr, une athlète concentrée sur l’or olympique subit un stress énorme à ce moment-là, mais ce n’est pas une excuse à la cruauté envers les animaux », ajoutant que « les animaux n’ont pas leur place dans une compétition axée sur la performance entre les gens ». Une enquête judiciaire est ouverte au parquet de Potsdam.
Le 18 août, la fondation 30 millions d'amis écrit à son tour au CIO pour demander l'interdiction de l'épreuve d'équitation du pentathlon moderne, arguant que les chevaux y sont traités comme le seraient des objets,.

### De la célébrité Kaley Cuoco

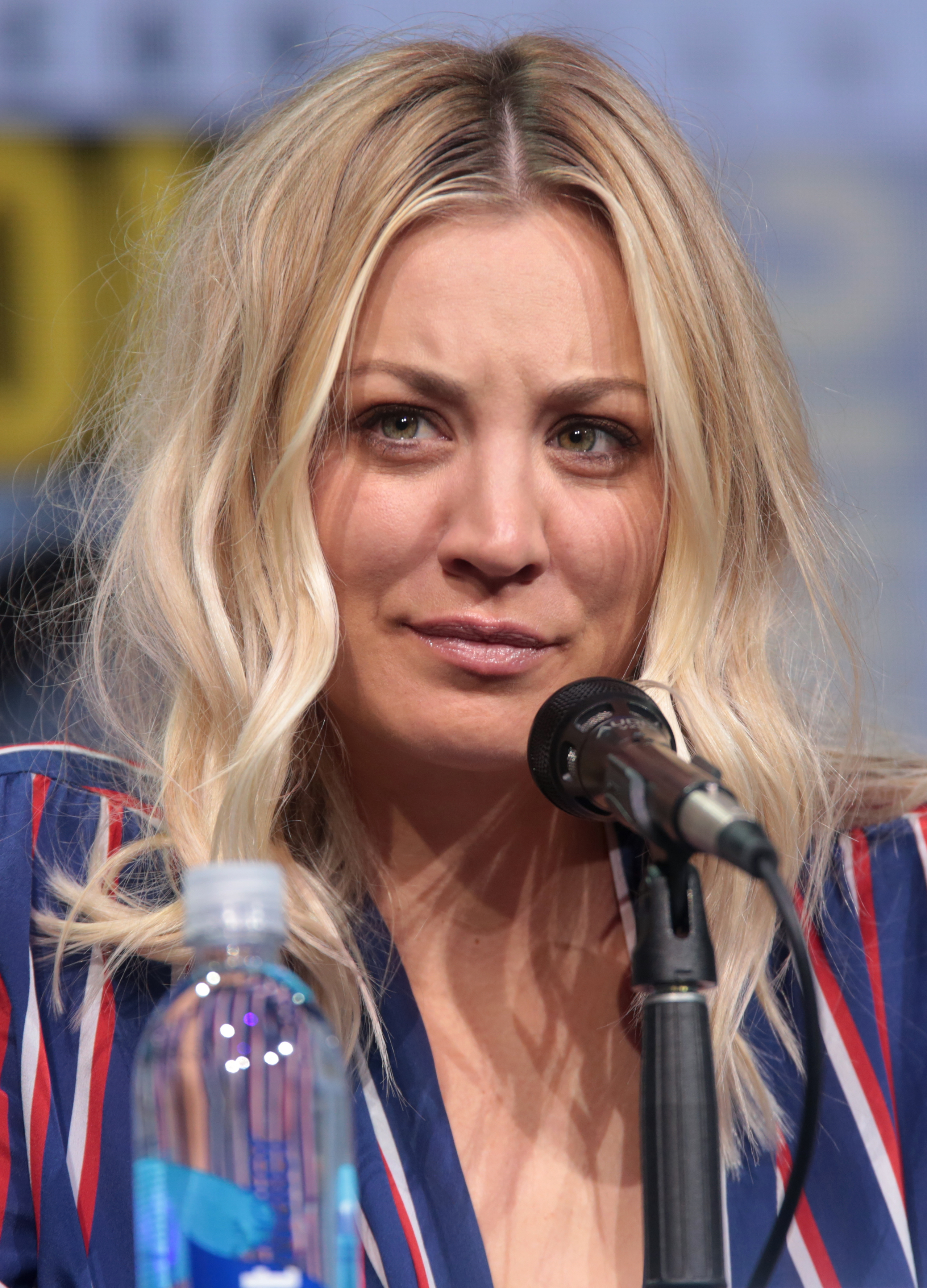
Kaley Cuoco (ici, en 2017).

Choquée par ce qu'elle perçoit comme une maltraitance, l'actrice star de The Big Bang Theory Kaley Cuoco, par ailleurs cavalière comme son mari Karl Cook, propose le 14 août, sur son compte Instagram, de racheter Saint Boy quel qu'en soit le prix,. Cette implication d'une personnalité très médiatique attire encore davantage l'attention du grand public sur cette affaire.

## Conséquences de l'affaire Saint Boy
Cette affaire met en lumière l'éthique des utilisations du cheval. En effet, à travers la réaction émotionnelle de la pentathlonienne et de sa coach, c'est l'éthique des sports équestres et la prise en compte du partenariat cavalier-cheval qui est questionnée. Le lien d’intimité et de confiance entre cavaliers et montures ne s'est pas mis en place, Annika Schleu n'ayant pas eu le temps de connaître sa monture ni de trouver des moyens de communication adaptés avant son épreuve olympique. Selon l'analyse qu'en fait Robert Gugutzer (de), la cavalière et le cheval ont souffert à égalité de cet échec sportif.

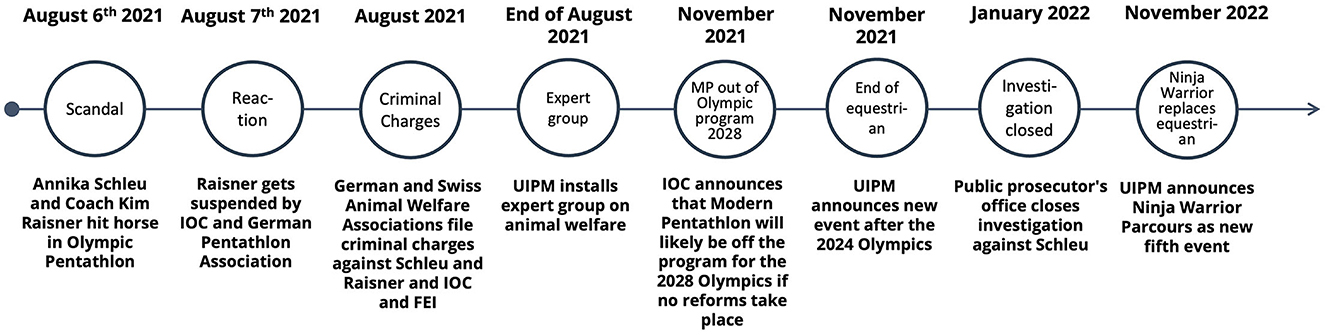
Chronologie de l'affaire Saint Boy (en anglais), d'après Henk Erik Meier, Samuel Tickell et Mara Verena Konjer.

L'Affaire Saint Boy a directement menacé le pentathlon moderne, car « le scandale de la cruauté envers les animaux a mis en péril l'avenir du pentathlon moderne aux Jeux olympiques et a entraîné des réformes profondes » : les chercheurs Henk Erik Meier, Samuel Tickell et Mara Verena Konjer attribuent la cause de ces menaces au changement d'échelle, une petite fédération sportive comme celle du pentathlon n'ayant pas les moyens de déployer une stratégie de communication de crise vers des millions de spectateurs à l'échelle internationale. Ce résultat n'aurait probablement pas été obtenu en ciblant un sport soutenu par de grands moyens financiers et de communication, tel que le sport hippique (courses de chevaux).
D'après eux, le scandale lié à la cruauté envers les animaux « a facilité une convergence de l'opinion publique contre l'utilisation continue des chevaux dans le pentathlon moderne, et l'UIPM a été contraint de remplacer l'une des disciplines traditionnelles du pentathlon moderne ». Un facteur décisif est la ligne politique claire et très convaincante pour le grand public défendue par les activistes des droits des animaux dans un contexte d'action collective, à savoir demander la fin de l'utilisation d'animaux dans les sports. Cela a favorisé la réponse émotionnelle de la part du grand public, au terme de laquelle « l'UIPM n'avait pas d'autre choix que d'accéder à la demande des défenseurs des droits des animaux et de se conformer à leurs exigences ».
La journaliste scientifique Christa Lesté-Lasserre identifie l'affaire Saint Boy parmi celles qui ont suscité des réactions basées sur les émotions humaines plutôt que sur la compréhension scientifique des perceptions du cheval, d'où sa conséquence, celle de la suppression totale de la présence des chevaux en pentathlon moderne.

### Médiatisation soudaine du pentathlon moderne
Avant les Jeux olympiques de 2021, le pentathlon moderne était un sport peu connu du grand public et très peu médiatisé. D'après La Dépêche vétérinaire, les images d'Annika Schleu avec Saint Boy ont fait le buzz et « pourraient rester en mémoire », ce qui justifierait le qualificatif d'« Affaire Saint Boy » ; le média CNews cite des images qui ont fait « le tour d'internet ». Le Parisien décrit la séquence des pleurs d'Annika Schleu en selle sur Saint Boy comme étant probablement celle qui aura le plus marqué les Jeux olympiques de Tokyo, une analyse partagée par la chercheuse médiéviste Anastasija Ropa, qui s'exprime dans un billet d'opinion.
Un très grand nombre de mèmes sont créés sur la base des images de l'épreuve, et circulent sur Internet, le plus populaire montrant la pentathlonienne en larmes sur ce cheval à l'allure grimaçante,.

### Modification puis suppression de l'épreuve d'équitation du pentathlon moderne
Le lundi 16 août 2021, l'Agence France-Presse annonce que « L’affaire Saint Boy fera bien jurisprudence dans le monde du pentathlon moderne, dont la fédération (UIPM) a annoncé en début de semaine vouloir modifier son épreuve d’équitation ». Le communiqué publié par l'UIPM annonce que « L'UIPM a commencé rapidement à travailler sur des mesures pour améliorer le bien-être des chevaux en pentathlon moderne et pour créer une épreuve d'équitation plus sûre pour tous les participants », et que « Ces actions ont été décidées à la suite d'incidents survenus durant l'épreuve féminine des JO de Tokyo, source de détresse pour les chevaux, les cavaliers et les spectateurs dans le monde entier ». Une rencontre est prévue entre le président de l’UIPM, le Dr Klaus Schormann, et le président de la Fédération équestre internationale, M. Ingmar de Vos.
Les modifications prévues portent sur la hauteur des obstacles et sur la longueur du parcours, mais le principe du tirage au sort du cheval n'est pas remis en cause. Le 2 novembre 2021, la Innovation Commission de l'UIPM annonce que l'épreuve d'équitation sera finalement supprimée du pentathlon moderne après 2024,, une décision approuvée par 83,3 % des membres de l'UIPM. Réagissant à cette décision de retirer l'épreuve d'équitation du pentathlon moderne, Émilie Dupont, pour le magazine L'Éperon, estime qu'elle menace la pérennité de toutes les épreuves d'équitation aux Jeux olympiques. La chercheuse Sandra Swart souligne que la suppression de l'épreuve d'équitation vise à éviter la mise en danger des chevaux et des athlètes pendant ce type d'épreuves, car « l'intimité ne peut pas se construire dans un moment aussi bref ».
Fin 2022, l'Union internationale de pentathlon moderne traverse une crise, entre demande de ré-introduction d'une épreuve réformée d'équitation, choix d'une nouvelle épreuve pour la remplacer, et absence du pentathlon moderne aux Jeux olympiques d'été de 2028 ; cette évolution est identifiée comme « une répercussion de l'affaire Saint Boy »,. Finalement, en novembre 2022, l'UIPM annonce qu'une épreuve inspirée du jeu télévisé à succès Ninja Warrior remplacera progressivement l'équitation en tant que cinquième sport du pentathlon moderne après 2024 : il s'agit d'une course d'obstacles à pieds.

### Abandon des poursuites contre Annika Schleu et Kim Raisner
Après examen de la vidéo de l'épreuve, le 6 septembre 2021, l'UIPM décide de ne pas sanctionner Annika Schleu, estimant que « l’utilisation de la cravache ou des éperons n’était pas excessive ». En revanche, elle estime que la coach Kim Raisner « avait enfreint les règles de compétition de l’UIPM en frappant un cheval et en encourageant son athlète à faire de même », ce qui menace Raisner de la suspension de sa licence sportive.
En janvier 2022, Annika Schleu fait un don de 500 euros à une association de protection animale allemande qui l'accusait de maltraitance, en échange de l'abandon des poursuites devant le parquet de Potsdam,. Kim Raisner s'acquitte également d'une « somme modique » en échange de l'abandon des poursuites à son égard.
Cinq mois après le déclenchement de l'affaire Saint Boy, l'athlète et son entraîneuse ne font donc plus l'objet de poursuites et l'affaire est considérée comme définitivement classée sur le plan judiciaire,.

### Devenir de Saint Boy et changement de nom d'Annicka Schleu
Une journaliste du Parisien en correspondance à Tokyo, Anne Ladouce, a recherché en vain ce qu'est devenu Saint Boy trois ans après l'affaire : il ne lui a pas été possible de savoir si ce cheval, désormais théoriquement âgé de 18 ans, est toujours en vie, ni s'il est toujours la propriété de la Fédération équestre japonaise.
En revanche, Annicka Schleu a depuis changé de nom de famille.